# Декларация о государственном суверенитете Украины
Декларация о государственном суверенитете Украины (укр. Декларація про державний суверенітет України) — документ о провозглашении государственного суверенитета Украины. Принята Верховным Советом Украинской ССР XII созыва 16 июля 1990 года.

## Содержание
В преамбуле Декларации подчеркивалось, что Верховный Совет УССР провозглашает суверенитет Украины как «верховенство, самостоятельность, полноту и неделимость власти республики в пределах её территории, независимость и равноправие во внешних отношениях».
Одним из основных положений Декларации было положение о гражданстве. Провозглашалось, что Украина имеет своё гражданство, где «все граждане равны перед законом, независимо от происхождения, социального и имущественного положения, расовой и национальной принадлежности, пола, образования, политических взглядов, религиозных убеждений, рода и характера занятий». Граждане всех национальностей составляют народ Украины. Каждому гражданину Украины гарантировалось сохранение гражданства СССР.
Декларация провозглашала экономическую самостоятельность Украины. В документе подчеркивалось намерение создать банковскую, ценовую, финансовую, таможенную и налоговую системы, сформировать государственный бюджет, а при необходимости ввести собственную денежную единицу.
Декларация признавала самостоятельность республики в решении вопросов науки, образования, культурного и духовного развития украинской нации.
Украина провозглашала своё намерение стать в будущем постоянно нейтральным государством, которое не будет принимать участия в военных блоках и обязуется соблюдать три неядерных принципа: не применять, не производить и не приобретать ядерного оружия.
Декларация провозглашала право Украины непосредственно реализовать отношения с другими государствами, заключать с ними договоры, обмениваться дипломатическими, консульскими, торговыми представительствами.